# Bozieni
Bozieni is een Roemeense gemeente in het district Neamț.
Bozieni telt 3145 inwoners.